# Paradoks dwóch kopert

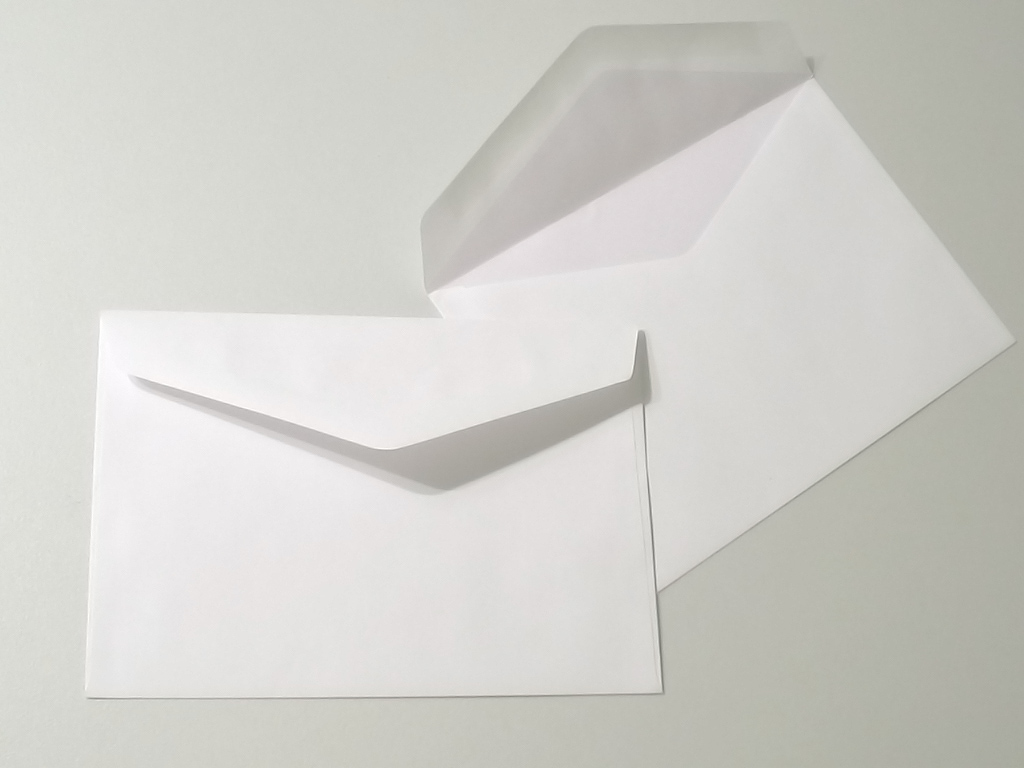
Dwie koperty.

Paradoks dwóch kopert – paradoks związany z teorią prawdopodobieństwa i teorią decyzji. Treść paradoksu można sformułować w następujący sposób:
Załóżmy, że mamy do wyboru jedną z dwóch identycznych kopert zawierających pieniądze i wiemy, że jedna z nich zawiera dwa razy wyższą kwotę niż druga. Załóżmy, że wybraliśmy jedną z nich i po otwarciu znaleźliśmy tam kwotę X zł. Następnie zostajemy zapytani, czy chcemy zamienić te pieniądze na zawartość drugiej koperty. Czy ta zamiana się opłaca?
Wiadomo, że w drugiej kopercie znajduje się kwota 1\2 X zł lub 2 X zł i prawdopodobieństwo obydwu tych przypadków jest takie samo. Z tego powodu wartość oczekiwana kwoty po wymianie jest równa
{\displaystyle \left({\frac {1}{2}}X+2X\right)/2} zł = {\displaystyle {\frac {5}{4}}X} zł,
z czego pozornie wynika, że wymiana się opłaca. Paradoks bierze się stąd, że wynik tego rozumowania możemy przewidzieć jeszcze przed ostatecznym wyborem i otwarciem koperty, ponieważ przewaga wartości oczekiwanej po zamianie nie zależy od kwoty w kopercie otwartej. Jednak sytuacja przed wyborem jest symetryczna, więc powyższe rozumowanie nie powinno dawać informacji, czy wymiana się opłaca.